# Тацута-тайся
Тацута-тайся (яп. 龍田大社) — синтоистское святилище в Санго, Нара, Япония. Также храм известен под своим старым названием Тацута-дзиндзя (яп. 龍田神社), и как Тацута-фудзин.

## История
Согласно легенде, храм был основан при императоре Судзине (97-30 гг. до н. э.), чтобы справиться с неурожаем и эпидемиями, обрушившимися на страну. Он посвящён богу ветра, который в Японии связывался с заболеваниями.
Божеств храма также называют Синацухико-но-ками (мужское божество) и Синацухимэ-но-ками (женское божество); у них просят хорошего урожая и безопасных путешествий.
Святилище упоминается уже в «Энгисики». В эпоху Хэйан храм один из первых вошёл в список 22 элитных святилищ, получавшие непосредственную поддержку японского императорского двора.
С 1871 по 1946 год святилище Тацута-тайся было официально причислено к кампэй-тайся (яп. 官幣大社 большие императорские храмы) — высшей категории поддерживаемых государством святилищ.